# Langengeisling
Langengeisling ist ein Stadtteil der Großen Kreisstadt Erding im Landkreis Erding, Oberbayern.

## Geografie
Das Pfarrdorf liegt im Norden von Erding. Bis auf eine kleine Lücke (zwischen Kehr und Langengeisling) ist es mit der Stadt baulich verbunden. Es zieht sich entlang der Alten Römerstraße (Staatsstraße 2082) circa zwei Kilometer nach Norden. Am nördlichen Ende steht die Pfarrkirche St. Martin und ein Gasthaus mit einem Storchennest auf dem Kamin. Direkt westlich fließt die Sempt, im Osten befindet sich der ehemalige Fliegerhorst Erding.

## Geschichte
Bereits im Jahr 883 erfolgte die erste Erwähnung des Ortes Geisling. Das Bauerndorf wurde 1818 durch das Gemeindeedikt zu einer Landgemeinde erhoben. Neben dem Hauptort bestand sie aus den Ortsteilen Altham, Eichenkofen und Kehr. 
Am 1. Mai 1978 wurde die Gemeinde im Zuge der Gemeindegebietsreform in die Kreisstadt Erding eingegliedert.

## Kultur

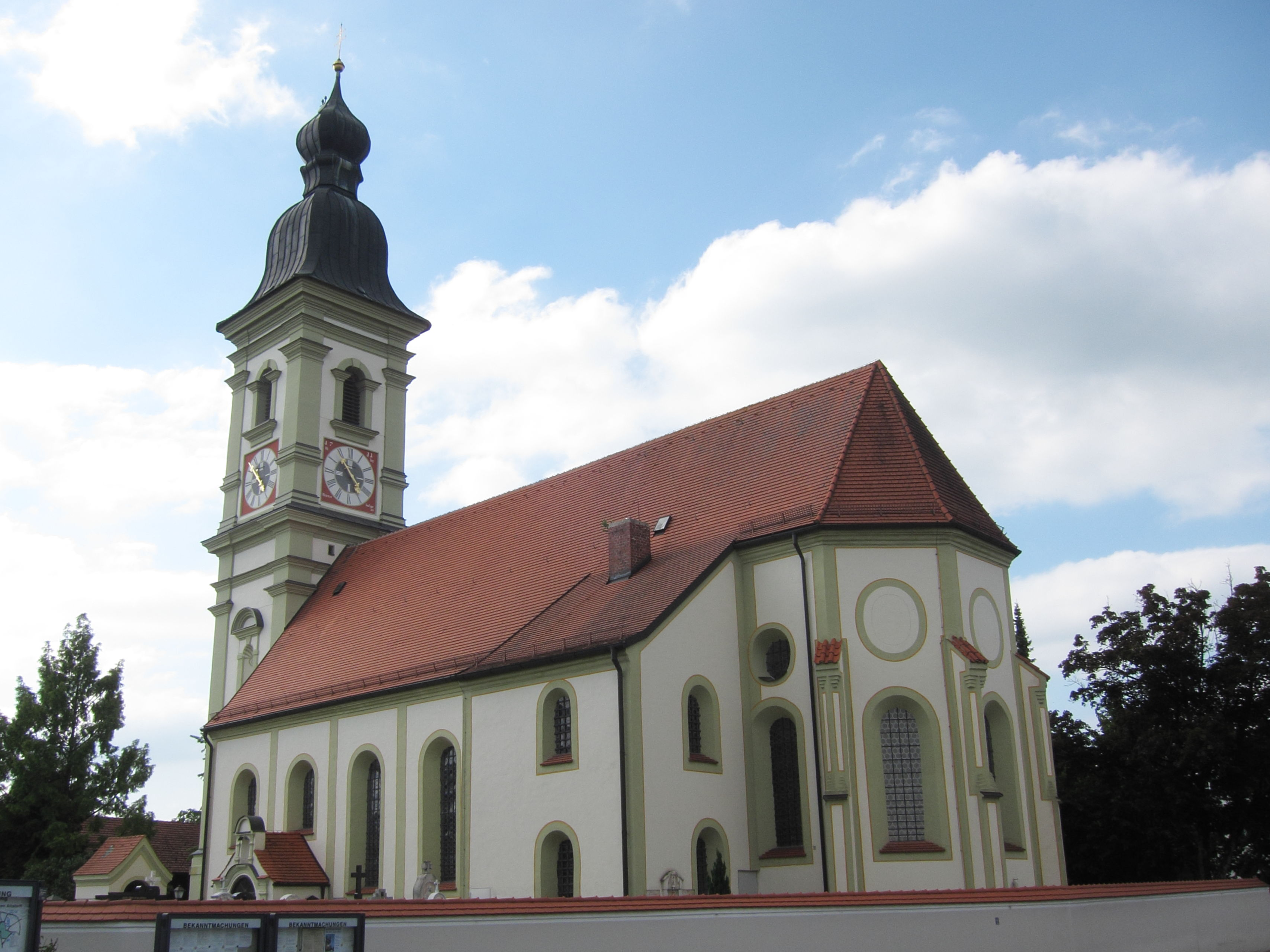
St. Martin in Langengeisling

Langengeisling hat eine katholische Kirche St. Martin aus dem Zeitalter des Barock und Rokoko, die am nördlichen Ortsende liegt. Zur Pfarrei St. Martin gehören die Filialkirchen St. Johannes, St. Benedikt in Altham und St. Ägidius in Eichenkofen. Zu erwähnen ist auch der Sportverein mit vielen verschiedenen Angeboten und einem Sportplatz. Außerdem gibt es die Grundschule Langengeisling und den katholischen Kindergarten St. Martin. Wichtiger Bestandteil des Gemeindelebens ist auch der katholische Burschenverein Langengeisling.

## Persönlichkeiten
- Klement Hupfer (1849–1941), bayerischer Politiker der Zentrumspartei
- Hans Zehetmair (1936–2022),  Politiker der CSU und Staatsminister